# Lijst van weg- en veldkapellen in Boechout
Dit is een onvolledige lijst van veldkapellen in de gemeente Boechout. Kapelletjes komen vooral voor in katholieke gebieden van o.a. Nederland en België, en werden dikwijls gebouwd ter verering van een heilige. Ze zijn te vinden langs wegen in het buitengebied, maar komen ook voor binnen de bebouwde kom.
| Kapel                           | Adres                  | Plaats   | Bouwperiode  | Architect        | Foto |
| ------------------------------- | ---------------------- | -------- | ------------ | ---------------- | ---- |
| Sint-Jacobkapel (Courtoiskapel) | Alexander Franckstraat | Boechout | 1678 en 1802 | Charles Courtois |      |
| Maria Magdalenakapel            | Broechemsesteenweg     | Vremde   | 1914         |                  |      |